# Perzsa mókus
A perzsa mókus (Sciurus anomalus) az emlősök (Mammalia) osztályának a rágcsálók (Rodentia) rendjébe, ezen belül a mókusfélék (Sciuridae) családjába tartozó faj.

## Előfordulása
Örményország, Azerbajdzsán, Grúzia, Görögország, Irán,  Irak, Izrael, Jordánia, Libanon, Szíria és Törökország  mérsékelt égövi, lombhullató és vegyes erdőiben honos faj.

## Alfajai
- Sciurus anomalus anomalus Gmelin, 1778
- Sciurus anomalus pallescens Gray, 1867
- Sciurus anomalus syriacus Ehrenberg, 1828